# Championnats des Pays-Bas de cyclisme sur piste
Les championnats des Pays-Bas de cyclisme sur piste sont organisés par l'Union royale néerlandaise de cyclisme (Koninklijke Nederlandsche Wielren Unie).

## Palmarès masculin

### Américaine
| Année | Vainqueur                                                 | Deuxième                                                  | Troisième                                                 |
| ----- | --------------------------------------------------------- | --------------------------------------------------------- | --------------------------------------------------------- |
| 1996  | Wilco Zuijderwijk Marcel van der Vliet                    |                                                           |                                                           |
| 2000  | Robert Slippens Danny Stam                                |                                                           |                                                           |
| 2003  | Matthé Pronk Jos Pronk                                    | Gideon de Jong Geert-Jan Jonkman                          | Peter Schep Kevin Sluimer                                 |
| 2004  | Robert Slippens Danny Stam                                |                                                           |                                                           |
| 2006  | Wim Stroetinga Niki Terpstra                              |                                                           |                                                           |
| 2007  | Wim Stroetinga Niki Terpstra                              |                                                           |                                                           |
| 2008  | Wim Stroetinga Peter Schep                                |                                                           |                                                           |
| 2009  | Nick Stöpler Michael Vingerling                           |                                                           |                                                           |
| 2010  | Theo Bos Peter Schep                                      |                                                           |                                                           |
| 2011  | Barry Markus Roy Pieters                                  |                                                           |                                                           |
| 2012  | Raymond Kreder Michel Kreder                              |                                                           |                                                           |
| 2013  | Wim Stroetinga Jens Mouris                                |                                                           |                                                           |
| 2014  | Yoeri Havik Dylan van Baarle                              | Michel Kreder Raymond Kreder                              | Didier Caspers Melvin van Zijl                            |
| 2015  | Yoeri Havik Dylan van Baarle                              | Jesper Asselman Nick Stöpler                              | Michael Vingerling Melvin van Zijl                        |
| 2016  | Melvin van Zijl Nick Stöpler                              | Raymond Kreder Michel Kreder                              | Jeff Vermeulen Dion Beukeboom                             |
| 2017  | Yoeri Havik Wim Stroetinga                                | Dion Beukeboom Jan-Willem van Schip                       | Raymond Kreder Ramon Sinkeldam                            |
| 2018  | Yoeri Havik Wim Stroetinga                                | Cees Bol Jan-Willem van Schip                             | Jesper Asselman Pim Ligthart                              |
| 2019  | Yoeri Havik Wim Stroetinga                                | Roy Pieters Jan-Willem van Schip                          | Roy Eefting Ryan Schilt                                   |
| 2020  | Championnats annulés en raison de la pandémie de Covid-19 | Championnats annulés en raison de la pandémie de Covid-19 | Championnats annulés en raison de la pandémie de Covid-19 |
| 2021  | Yoeri Havik Cees Bol                                      | Philip Heijnen Vincent Hoppezak                           | Raymond Kreder Ramon Sinkeldam                            |
| 2022  | Matthijs Büchli Philip Heijnen                            | Yanne Dorenbos Casper van Uden                            | Elmar Abma Justus Willemsen                               |
| 2023  | Elmar Abma Yanne Dorenbos                                 | Yoeri Havik Jan-Willem van Schip                          | Vincent Hoppezak Philip Heijnen                           |
| 2024  | Maikel Zijlaard Vincent Hoppezak                          | Elmar Abma Yanne Dorenbos                                 | Cees Bol Philip Heijnen                                   |

### Course aux points
| Année | Vainqueur                                                 | Deuxième                                                  | Troisième                                                 |
| ----- | --------------------------------------------------------- | --------------------------------------------------------- | --------------------------------------------------------- |
| 1977  | Jan Huisjes                                               | René Pijnen                                               | Gerard Kamper                                             |
| 1980  | Herman Ponsteen                                           |                                                           |                                                           |
| 1983  | Leo van Vliet                                             | Gerrie van Gerwen                                         | Theo Smit                                                 |
| 1984  | Theo Smit                                                 | Jan Raas                                                  | Joop Zoetemelk                                            |
| 1985  | Peter Pieters                                             | Ron Groen                                                 | Leo van Vliet                                             |
| 1986  | Frits Pirard                                              | Peter Pieters                                             | Cees Priem                                                |
| 1994  | Richard Rozendaal                                         | Léon van Bon                                              | Servais Knaven                                            |
| 1995  | Peter Pieters                                             | John den Braber                                           | Richard Rozendaal                                         |
| 1996  | Peter Pieters                                             | Tommy Post                                                | Richard Rozendaal                                         |
| 1997  | Richard Rozendaal                                         | Robert Slippens                                           | Peter van Ommen                                           |
| 1998  | Peter Pieters                                             | Robert Slippens                                           | Martijn Lust                                              |
| 1999  | Wilco Zuijderwijk                                         | John den Braber                                           | Matthijs van Bon                                          |
| 2000  | John den Braber                                           | Wilco Zuijderwijk                                         | Danny Stam                                                |
| 2001  | Robert Slippens                                           | John den Braber                                           | Matthé Pronk                                              |
| 2002  | Wilco Zuijderwijk                                         | Danny Stam                                                | Matthé Pronk                                              |
| 2003  | Matthé Pronk                                              | Jos Pronk                                                 | Peter Schep                                               |
| 2004  | Peter Schep                                               | Matthé Pronk                                              | Danny Stam                                                |
| 2005  | Niki Terpstra                                             | Wim Stroetinga                                            | Geert-Jan Jonkman                                         |
| 2006  | Pim Ligthart                                              | Arno van der Zwet                                         | Sander Lormans                                            |
| 2007  | Pim Ligthart                                              | Jeff Vermeulen                                            | Wim Stroetinga                                            |
| 2008  | Wim Stroetinga                                            | Peter Schep                                               | Jeff Vermeulen                                            |
| 2009  | Arno van der Zwet                                         | Peter Schep                                               | Jeff Vermeulen                                            |
| 2010  | Raymond Kreder                                            | Roy Pieters                                               | Barry Markus                                              |
| 2011  | Nick Stöpler                                              | Tim Veldt                                                 | Wim Stroetinga                                            |
| 2012  | Wim Stroetinga                                            | Raymond Kreder                                            | Tim Veldt                                                 |
| 2013  | Raymond Kreder                                            | Wim Stroetinga                                            | Barry Markus                                              |
| 2014  | Didier Caspers                                            | Melvin van Zijl                                           | Tim Veldt                                                 |
| 2015  | Wim Stroetinga                                            | Pim Ligthart                                              | Jesper Asselman                                           |
| 2016  | Michel Kreder                                             | Patrick Bos                                               | Melvin van Zijl                                           |
| 2017  | Yoeri Havik                                               | Jan-Willem van Schip                                      | Roy Pieters                                               |
| 2018  | Yoeri Havik                                               | Jan-Willem van Schip                                      | Melvin van Zijl                                           |
| 2019  | Roy Eefting                                               | Philip Heijnen                                            | Patrick Bos                                               |
| 2020  | Championnats annulés en raison de la pandémie de Covid-19 | Championnats annulés en raison de la pandémie de Covid-19 | Championnats annulés en raison de la pandémie de Covid-19 |
| 2021  | Yoeri Havik                                               | Philip Heijnen                                            | Yanne Dorenbos                                            |
| 2022  | Philip Heijnen                                            | Justus Willemsen                                          | Yanne Dorenbos                                            |
| 2023  | Philip Heijnen                                            | Elmar Abma                                                | Cees Bol                                                  |
| 2024  | Vincent Hoppezak                                          | Sten Verzijl                                              | Yanne Dorenbos                                            |

### Demi-fond
| Année | Vainqueur                                                 | Deuxième                                                  | Troisième                                                 |
| ----- | --------------------------------------------------------- | --------------------------------------------------------- | --------------------------------------------------------- |
| 1915  | Jan van Gent                                              | Cor Blekemolen                                            | Piet Dickentman                                           |
| 1919  | Jan Snoek                                                 | Cor Blekemolen                                            | Jo van Boxtel                                             |
| 1920  | Cor Blekemolen                                            | Jan Snoek                                                 | Teun Vermeer                                              |
| 1921  | Jan Snoek                                                 | Piet Dickentman                                           | Teun Vermeer                                              |
| 1922  | Koos Storm                                                | Cor Blekemolen                                            | Piet Dickentman                                           |
| 1923  | Koos Storm                                                | John Schlebaum                                            | Piet Dickentman                                           |
| 1924  | Jan Snoek                                                 | Cor Blekemolen                                            | Koos Storm                                                |
| 1925  | Jan Snoek                                                 | John Schlebaum                                            | Frans Leddy                                               |
| 1926  | John Schlebaum                                            | Cor Blekemolen                                            | Jan Snoek                                                 |
| 1927  | Jan Snoek                                                 | Frans Leddy                                               | Cor Blekemolen                                            |
| 1928  | Jan Snoek                                                 | Henk Asberg                                               | Leo Leene                                                 |
| 1929  | Frans Leddy                                               | Tinus van der Wulp                                        | John Schlebaum                                            |
| 1930  | John Schlebaum                                            | Tinus van der Wulp                                        | Cor Blekemolen                                            |
| 1931  | Cor Blekemolen                                            | Frans Leddy                                               | Bertus de Graaf                                           |
| 1932  | John Schlebaum                                            | Joop Snoek                                                | Cor Blekemolen                                            |
| 1933  | Bertus de Graaf                                           | Joop Snoek                                                | Frans Leddy                                               |
| 1934  | Frans Leddy                                               | Frans Lorie                                               | Joop Snoek                                                |
| 1935  | Tinus van der Wulp                                        | Henk Alkema                                               | Wim Buis                                                  |
| 1936  | Henk Alkema                                               | Joop Snoek                                                | George Pelser                                             |
| 1937  | Joop Snoek                                                | Piet van Kempen                                           | Bertus de Graaf                                           |
| 1938  | Cor Wals                                                  | Dick Groenewegen                                          | Henk Alkema                                               |
| 1939  | Cor Wals                                                  | Jan Bosland                                               | Cor Bakker                                                |
| 1940  | Adriaan Zwartepoorte                                      | Jan Bosland                                               | Aad van Amsterdam                                         |
| 1941  | Cor Wals                                                  | Aad van Amsterdam                                         | Cor Bakker                                                |
| 1944  | Aad van Amsterdam                                         | Ben van de Voort                                          | Cor Bakker                                                |
| 1945  | Jan Pronk                                                 | Ben van de Voort                                          | Cor Bakker                                                |
| 1946  | Ben van de Voort                                          | Cor Bakker                                                | Ben Remkes                                                |
| 1947  | Jan Pronk                                                 | Cor Bakker                                                | Cor de Best                                               |
| 1948  | Jan Pronk                                                 | Cor Bakker                                                | Cor de Best                                               |
| 1949  | Cor Bakker                                                | Jan Pronk                                                 | Cor de Best                                               |
| 1950  | Jan Pronk                                                 | Cor Bakker                                                | Cor de Best                                               |
| 1951  | Jan Pronk                                                 | Cor Bakker                                                | Cor de Best                                               |
| 1952  | Jan Pronk                                                 | Cor Bakker                                                | Cor de Best                                               |
| 1953  | Cor de Best                                               | Cor Bijster                                               | Cor Bakker                                                |
| 1954  | Jan Pronk                                                 | Wout Wagtmans                                             | Joop Kunst                                                |
| 1955  | Jan Pronk                                                 | Norbert Koch                                              | Wout Wagtmans                                             |
| 1956  | Jan Pronk                                                 | Martin Wierstra                                           | Norbert Koch                                              |
| 1957  | Martin Wierstra                                           | Wil Vreeswijk                                             | Jan Pronk                                                 |
| 1958  | Wout Wagtmans                                             | Martin Wierstra                                           | Harm Smits                                                |
| 1959  | Norbert Koch                                              | Wil Vreeswijk                                             | Wout Wagtmans                                             |
| 1960  | Martin Wierstra                                           | Arie van Houwelingen                                      | Norbert Koch                                              |
| 1961  | Martin Wierstra                                           | Arie van Houwelingen                                      | Joop Stakenburg                                           |
| 1962  | Norbert Koch                                              | Leendert van der Meulen                                   | Martin Wierstra                                           |
| 1963  | Norbert Koch                                              | Hennie Marinus                                            | Joop Captein                                              |
| 1964  | Hennie Marinus                                            | Jan Legrand                                               | Wim van Est                                               |
| 1965  | Jaap Oudkerk                                              | Piet van der Lans                                         | Jan Legrand                                               |
| 1966  | Jan Legrand                                               | Piet van der Lans                                         | Jaap Oudkerk                                              |
| 1967  | Jaap Oudkerk                                              | Hennie Marinus                                            | Jan Legrand                                               |
| 1968  | Piet de Wit                                               | Piet van der Lans                                         | Jaap Oudkerk                                              |
| 1969  | Piet de Wit                                               | Jaap Oudkerk                                              | Marinus Paul                                              |
| 1970  | Piet de Wit                                               | Jaap Oudkerk                                              | Piet van der Lans                                         |
| 1971  | Cees Stam                                                 | Jaap Oudkerk                                              | Piet de Wit                                               |
| 1972  | Cees Stam                                                 | Jaap Oudkerk                                              | Piet de Wit                                               |
| 1973  | Cees Stam                                                 | Piet de Wit                                               | Nico Been                                                 |
| 1974  | Cees Stam                                                 | Nico Been                                                 | Harry van Leeuwen                                         |
| 1975  | Nico Been                                                 | Fred Rompelberg                                           | Jan Breur                                                 |
| 1976  | Martin Venix                                              | Rene Pijnen                                               | Jan Breur                                                 |
| 1977  | Fred Rompelberg                                           | Cees Stam                                                 | Martin Venix                                              |
| 1978  | Cees Stam                                                 | Martin Venix                                              | Nico Been                                                 |
| 1979  | Martin Venix                                              | Fred Rompelberg                                           | Nico Been                                                 |
| 1980  | Martin Venix                                              | Rene Kos                                                  | Martin Rietveld                                           |
| 1981  | Rene Kos                                                  | Martin Venix                                              | Martin Rietveld                                           |
| 1982  | Rene Kos                                                  | Martin Venix                                              | Martin Havik                                              |
| 1984  | Rene Kos                                                  | Martin Venix                                              | Cees Priem                                                |
| 1985  | Rene Kos                                                  | Mathieu Hermans                                           | Cees Priem                                                |
| 1994  | Ronald Rol                                                | Tommy Post                                                | Edwin Vrauwdeunt                                          |
| 1995  | Ronald Rol                                                | Ton Zwirs                                                 | Edwin Vrauwdeunt                                          |
| 1996  | Ronald Rol                                                | Edwin Vrauwdeunt                                          | Patrick de Boer                                           |
| 1997  | Ronald Rol                                                | Patrick Kops                                              | Patrick de Boer                                           |
| 1998  | Ronald Rol                                                | Patrick Kops                                              | Remco Boonstoppel                                         |
| 1999  | Patrick Kops                                              | Ronald Rol                                                | Raymond Rol                                               |
| 2000  | Raymond Rol                                               | Ronald Rol                                                | Patrick Kops                                              |
| 2001  | Raymond Rol                                               | Patrick Kops                                              | Erik Bos                                                  |
| 2002  | Patrick Kops                                              | Raymond Rol                                               | Francis de Jager                                          |
| 2003  | Patrick Kops                                              | Raymond Rol                                               | Francis de Jager                                          |
| 2004  | Raymond Rol                                               | Patrick Kops                                              | Reinier Honig                                             |
| 2005  | Reinier Honig                                             | Patrick Kops                                              | Tim van der Zanden                                        |
| 2006  | Reinier Honig                                             | Tim van der Zanden                                        | Patrick Kops                                              |
| 2007  | Reinier Honig                                             | Raymond Rol                                               | Patrick Kops                                              |
| 2008  | Reinier Honig                                             | Tim van der Zanden                                        | Raymond Rol                                               |
| 2009  | Patrick Kos                                               | Tim van der Zanden                                        | Patrick Besteman                                          |
| 2010  | Patrick Kos                                               | Matthé Pronk                                              | Bob Stöpler                                               |
| 2012  | Matthé Pronk                                              | Jos Pronk                                                 | Patrick Kos                                               |
| 2012  | Matthé Pronk                                              | Patrick Kos                                               | Raymond Rol                                               |
| 2013  | Patrick Kos                                               | Matthé Pronk                                              | Dex Groen                                                 |
| 2015  | Patrick Kos                                               | Dex Groen                                                 | Raymond Rol                                               |
| 2017  | Reinier Honig                                             | Patrick Kos                                               | Jeroen Kaldenbach                                         |
| 2018  | Reinier Honig                                             | Jeroen Kaldenbach                                         | Luuk Jansen                                               |
| 2019  | Reinier Honig                                             | Ocko Geserick                                             | Luuk Jansen                                               |
| 2020  | Reinier Honig                                             | Steven Stenekes                                           | Ocko Geserick                                             |
| 2021  | Championnats annulés en raison de la pandémie de Covid-19 | Championnats annulés en raison de la pandémie de Covid-19 | Championnats annulés en raison de la pandémie de Covid-19 |
| 2022  | Reinier Honig                                             | Etienne van Empel                                         | Ocko Geserick                                             |
| 2023  | Serginho Wilshaus                                         | Reinier Honig                                             | Etienne van Empel                                         |
| 2024  | Reinier Honig                                             | Serginho Wilshaus                                         | Glenn van Nierop                                          |

### Derny
| Année | Vainqueur                                                 | Deuxième                                                  | Troisième                                                 |
| ----- | --------------------------------------------------------- | --------------------------------------------------------- | --------------------------------------------------------- |
| 1980  | Theo van Tol                                              |                                                           |                                                           |
| 1983  | Joop Zoetemelk                                            | Martin Venix                                              | Rene Kos                                                  |
| 1984  | Gerrie Knetemann                                          | Joop Zoetemelk                                            | Teun van Vliet                                            |
| 1985  | Joop Zoetemelk                                            | Rene Kos                                                  | Teun van Vliet                                            |
| 1986  | Jelle Nijdam                                              | Joop Zoetemelk                                            | Teun van Vliet                                            |
| 1987  | Steven Rooks                                              | Gerrie Knetemann                                          | Teun van Vliet                                            |
| 1996  | Danny Stam                                                | Matthijs van Bon                                          | Marcel van der Vliet                                      |
| 1997  | Robert Slippens                                           | Patrick de Boer                                           | Richard Rozendaal                                         |
| 1998  | Robert Slippens                                           | Peter Pieters                                             | Danny Stam                                                |
| 1999  | Robert Slippens                                           | Patrick Kops                                              | Matthijs van Bon                                          |
| 2000  | Patrick Kops                                              | Robert Slippens                                           | Danny Stam                                                |
| 2001  | Patrick Kops                                              | Francis de Jager                                          | Robert Slippens                                           |
| 2002  | Robert Slippens                                           | Francis de Jager                                          | Patrick Kops                                              |
| 2003  | Matthé Pronk                                              | Patrick Kops                                              | Aart Vierhouten                                           |
| 2004  | Patrick Kops                                              | Jos Pronk                                                 | Niki Terpstra                                             |
| 2005  | Kevin Sluimer                                             | Niki Terpstra                                             | Patrick Kops                                              |
| 2006  | Jos Pronk                                                 | Jeff Vermeulen                                            | Tim van der Zanden                                        |
| 2007  | Jeff Vermeulen                                            | Geert-Jan Jonkman                                         | Raymond Kreder                                            |
| 2008  | Tim van der Zanden                                        | Reinier Honig                                             | Patrick Kos                                               |
| 2009  | Raymond Kreder                                            | Yoeri Havik                                               | Patrick Kos                                               |
| 2011  | Jeff Vermeulen                                            | Peter Schep                                               | Pim Ligthart                                              |
| 2011  | Peter Schep                                               | Jeff Vermeulen                                            | Jesper Asselman                                           |
| 2012  | Jeff Vermeulen                                            | Kai Reus                                                  | Bob Stöpler                                               |
| 2013  | Yoeri Havik                                               | Patrick Kos                                               | Bart Harmsen                                              |
| 2014  | Yoeri Havik                                               | Jesper Asselman                                           | Andre Looij                                               |
| 2015  | Jesper Asselman                                           | Melvin van Zijl                                           | Jeff Vermeulen                                            |
| 2016  | Yoeri Havik                                               | Jesper Asselman                                           | Roy Pieters                                               |
| 2017  | Nick van der Lijke                                        | Reinier Honig                                             | Maikel Zijlaard                                           |
| 2018  | Reinier Honig                                             | Maikel Zijlaard                                           | Nick van der Lijke                                        |
| 2019  | Philip Heijnen                                            | Reinier Honig                                             | Maikel Zijlaard                                           |
| 2020  | Championnats annulés en raison de la pandémie de Covid-19 | Championnats annulés en raison de la pandémie de Covid-19 | Championnats annulés en raison de la pandémie de Covid-19 |
| 2021  | Philip Heijnen                                            | Reinier Honig                                             | Nick van der Corpse                                       |
| 2022  | Philip Heijnen                                            | Alexander Konijn                                          | Jens Pronk                                                |
| 2023  | Reinier Honig                                             | Alexander Konijn                                          | Sten Verzijl                                              |
| 2024  | Yoeri Havik                                               | Etienne van Empel                                         | Jesper Dijksman                                           |

### Élimination
| Année | Vainqueur        | Deuxième        | Troisième            |
| ----- | ---------------- | --------------- | -------------------- |
| 2021  | Yoeri Havik      | Yanne Dorenbos  | Vincent Hoppezak     |
| 2022  | Matthijs Büchli  | Philip Heijnen  | Sten Verzijl         |
| 2023  | Vincent Hoppezak | Maikel Zijlaard | Jan-Willem van Schip |
| 2024  | Maikel Zijlaard  | Yanne Dorenbos  | Vincent Hoppezak     |

### Keirin
| Année | Vainqueur                                                 | Deuxième                                                  | Troisième                                                 |
| ----- | --------------------------------------------------------- | --------------------------------------------------------- | --------------------------------------------------------- |
| 1985  | Theo Smit                                                 | Peter Pieters                                             | Reinier Valkenburg                                        |
| 1994  | Dirk Jan van Hameren                                      | René Vink                                                 | Marco van Bon                                             |
| 1995  | Dirk Jan van Hameren                                      | Marco van Bon                                             | Jurgen Denekamp                                           |
| 1996  | René Vink                                                 | Jorn Moraal                                               | Matthijs Wegdam                                           |
| 1997  | René Vink                                                 | Richard Rozendaal                                         | Martin Benjamin                                           |
| 1998  | Floris Klunder                                            | Martin Benjamin                                           | Sebastiaan Baanders                                       |
| 2001  | Martin Benjamin                                           | Sebastiaan Baanders                                       | Raymond Langevoort                                        |
| 2002  | Theo Bos                                                  | Teun Mulder                                               | Martin Benjamin                                           |
| 2003  | Theo Bos                                                  | Martin Benjamin                                           | Erik Voetman                                              |
| 2004  | Theo Bos                                                  | Teun Mulder                                               | Tim Veldt                                                 |
| 2005  | Tim Veldt                                                 | Patrick Bos                                               | Sebastiaan Baanders                                       |
| 2006  | Theo Bos                                                  | Teun Mulder                                               | Patrick Bos                                               |
| 2007  | Theo Bos                                                  | Teun Mulder                                               | Tim Veldt                                                 |
| 2008  | Yondi Schmidt                                             | Teun Mulder                                               | Yorick Bos                                                |
| 2009  | Teun Mulder                                               | Patrick Bos                                               | Jelger Bisschop                                           |
| 2010  | Roy van den Berg                                          | Patrick Bos                                               | Hylke van Grieken                                         |
| 2011  | Roy van den Berg                                          | Hugo Haak                                                 | Matthijs Büchli                                           |
| 2012  | Hugo Haak                                                 | Nils van 't Hoenderdaal                                   | Matthijs Büchli                                           |
| 2013  | Matthijs Büchli                                           | Hugo Haak                                                 | Jeffrey Hoogland                                          |
| 2014  | Matthijs Büchli                                           | Hugo Haak                                                 | Nils van 't Hoenderdaal                                   |
| 2015  | Matthijs Büchli                                           | Hugo Haak                                                 | Jeffrey Hoogland                                          |
| 2016  | Jeffrey Hoogland                                          | Hugo Haak                                                 | Harrie Lavreysen                                          |
| 2017  | Matthijs Büchli                                           | Jeffrey Hoogland                                          | Carlo Cesar                                               |
| 2018  | Harrie Lavreysen                                          | Matthijs Büchli                                           | Roy van den Berg                                          |
| 2019  | Harrie Lavreysen                                          | Matthijs Büchli                                           | Theo Bos                                                  |
| 2020  | Championnats annulés en raison de la pandémie de Covid-19 | Championnats annulés en raison de la pandémie de Covid-19 | Championnats annulés en raison de la pandémie de Covid-19 |
| 2021  | Harrie Lavreysen                                          | Sam Ligtlee                                               | Tijmen van Loon                                           |
| 2022  | Harrie Lavreysen                                          | Tijmen van Loon                                           | Daan Kool                                                 |
| 2023  | Harrie Lavreysen                                          | Jeffrey Hoogland                                          | Daan Kool                                                 |
| 2024  | Harrie Lavreysen                                          | Jeffrey Hoogland                                          | Daan Kool                                                 |

### Kilomètre
| Année | Vainqueur                                                 | Deuxième                                                  | Troisième                                                 |
| ----- | --------------------------------------------------------- | --------------------------------------------------------- | --------------------------------------------------------- |
| 1965  | Charles Ruikers                                           |                                                           |                                                           |
| 1966  | Tiemen Groen                                              |                                                           |                                                           |
| 1967  | Klaas Balk                                                |                                                           |                                                           |
| 1968  | Leijn Loevesijn                                           |                                                           |                                                           |
| 1969  | Klaas Balk                                                |                                                           |                                                           |
| 1970  | Klaas Balk                                                |                                                           |                                                           |
| 1971  | Patrick van Doorn                                         |                                                           |                                                           |
| 1972  | Peter van Doorn                                           |                                                           |                                                           |
| 1973  | Herman Ponsteen                                           |                                                           |                                                           |
| 1974  | Herman Ponsteen                                           |                                                           |                                                           |
| 1975  | Herman Ponsteen                                           |                                                           |                                                           |
| 1976  | Herman Ponsteen                                           |                                                           |                                                           |
| 1977  | Lau Veldt                                                 | Sjaak Pieters                                             | André Boskamp                                             |
| 1978  | Sjaak Pieters                                             | Lau Veldt                                                 | Hans Vonk                                                 |
| 1979  | John Zeijderveld                                          |                                                           |                                                           |
| 1980  | Hans Vonk                                                 |                                                           |                                                           |
| 1981  | Reinier Valkenburg                                        |                                                           |                                                           |
| 1982  | Peter Pieters                                             |                                                           |                                                           |
| 1983  | Peter Pieters                                             |                                                           |                                                           |
| 1984  | Peter Pieters                                             |                                                           |                                                           |
| 1985  | Thierry Detant                                            |                                                           |                                                           |
| 1986  | Thierry Detant                                            |                                                           |                                                           |
| 1987  | Thierry Detant                                            |                                                           |                                                           |
| 1988  | Mario van Baarle                                          |                                                           |                                                           |
| 1989  | John den Braber                                           |                                                           |                                                           |
| 1990  | Marcel Beumer                                             |                                                           |                                                           |
| 1991  | Dirk Jan van Hameren                                      |                                                           |                                                           |
| 1992  | Dirk Jan van Hameren                                      |                                                           |                                                           |
| 1993  | Dirk Jan van Hameren                                      |                                                           |                                                           |
| 1994  | Dirk Jan van Hameren                                      | René Vink                                                 | Robert Slippens                                           |
| 1995  | Dirk Jan van Hameren                                      | Robert Slippens                                           | Floris Klunder                                            |
| 1996  | Robert Slippens                                           | Dirk Jan van Hameren                                      | René Vink                                                 |
| 1997  | Robert Slippens                                           | Richard Rozendaal                                         | René Vink                                                 |
| 1998  | Robert Slippens                                           | Martijn Lust                                              | Vincent Spierings                                         |
| 1999  | Robert Slippens                                           | Martijn Lust                                              | John den Braber                                           |
| 2000  | Robert Slippens                                           | Teun Mulder                                               | Jens Mouris                                               |
| 2001  | Teun Mulder                                               | Robert Slippens                                           | Jan Bos                                                   |
| 2002  | Teun Mulder                                               | Theo Bos                                                  | Jan Bos                                                   |
| 2003  | Theo Bos                                                  | Tim Veldt                                                 | Martin Benjamin                                           |
| 2004  | Teun Mulder                                               | Tim Veldt                                                 | Levi Heimans                                              |
| 2005  | Tim Veldt                                                 | Teun Mulder                                               | Levi Heimans                                              |
| 2006  | Tim Veldt                                                 | Yondi Schmidt                                             | Patrick Bos                                               |
| 2007  | Tim Veldt                                                 | Yondi Schmidt                                             | Jens Mouris                                               |
| 2008  | Teun Mulder                                               | Yondi Schmidt                                             | Tim Veldt                                                 |
| 2009  | Teun Mulder                                               | Tim Veldt                                                 | Michael Vingerling                                        |
| 2010  | Tim Veldt                                                 | Hugo Haak                                                 | Yondi Schmidt                                             |
| 2011  | Teun Mulder                                               | Matthijs Büchli                                           | Yondi Schmidt                                             |
| 2012  | Hugo Haak                                                 | Theo Bos                                                  | Yondi Schmidt                                             |
| 2013  | Hugo Haak                                                 | Jeffrey Hoogland                                          | Matthijs Büchli                                           |
| 2014  | Jeffrey Hoogland                                          | Hugo Haak                                                 | Matthijs Büchli                                           |
| 2015  | Theo Bos                                                  | Jeffrey Hoogland                                          | Roy Eefting                                               |
| 2016  | Carlo Cesar                                               | Sam Ligtlee                                               | Stephan Habets                                            |
| 2017  | Harrie Lavreysen                                          | Sam Ligtlee                                               | Carlo Cesar                                               |
| 2018  | Roy van den Berg                                          | Sam Ligtlee                                               | Stephan Habets                                            |
| 2019  | Theo Bos                                                  | Sam Ligtlee                                               | Carlo Cesar                                               |
| 2020  | Championnats annulés en raison de la pandémie de Covid-19 | Championnats annulés en raison de la pandémie de Covid-19 | Championnats annulés en raison de la pandémie de Covid-19 |
| 2021  | Tijmen van Loon                                           | Daan Kool                                                 | Lars Romijn                                               |
| 2022  | Tijmen van Loon                                           | Lars Romijn                                               | Daan Kool                                                 |
| 2023  | Harrie Lavreysen                                          | Tijmen van Loon                                           | Daan Kool                                                 |
| 2024  | Jeffrey Hoogland                                          | Daan Kool                                                 | Lars Romijn                                               |

### Omnium
| Année      | Vainqueur                                                 | Deuxième                                                  | Troisième                                                 |
| ---------- | --------------------------------------------------------- | --------------------------------------------------------- | --------------------------------------------------------- |
| 1974       | Leo Duyndam                                               |                                                           |                                                           |
| 1975       | Roy Schuiten                                              |                                                           |                                                           |
| 1999       | Martin Benjamin                                           | Floris Klunder                                            | Cisco Pels                                                |
| 2000       | Teun Mulder                                               | Martin Benjamin                                           | Sebastiaan Baanders                                       |
| 2010       | Michael Vingerling                                        | Sipke Zijlstra                                            | Arno van der Zwet                                         |
| 2011       | Roy Eefting                                               | Matthijs Büchli                                           | Didier Caspers                                            |
| 2012       | Michael Vingerling                                        | Roy Eefting                                               | Arno van der Zwet                                         |
| 2013-1     | Roy Eefting                                               | Roy Pieters                                               | Patrick Bos                                               |
| 2013-2     | Didier Caspers                                            | Patrick Bos                                               | Dion Beukeboom                                            |
| 2014       | Laurens Veldt                                             | Roy Pieters                                               | Roy Eefting                                               |
| 2015       | Theo Bos                                                  | Jenning Huizenga                                          | Joost van der Burg                                        |
| 2016       | Roy Eefting                                               | Melvin van Zijl                                           | Patrick Bos                                               |
| 2017       | Jan-Willem van Schip                                      | Pim Ligthart                                              | Roy Eefting                                               |
| 2018       | Roy Pieters                                               | Roy Eefting                                               | Melvin van Zijl                                           |
| 2019       | Jan-Willem van Schip                                      | Roy Eefting                                               | Yoeri Havik                                               |
| 2020       | Championnats annulés en raison de la pandémie de Covid-19 | Championnats annulés en raison de la pandémie de Covid-19 | Championnats annulés en raison de la pandémie de Covid-19 |
| 2022 (fév) | Vincent Hoppezak                                          | Roy Eefting                                               | Philip Heijnen                                            |
| 2022 (déc) | Elmar Abma                                                | Alexander Konijn                                          | Sten Verzijl                                              |
| 2023       | Elmar Abma                                                | Sten Verzijl                                              | Rik van der Wal                                           |
| 2024       | Yoeri Havik                                               | Maxime Duba                                               | Lance Venema                                              |

### Poursuite
| Année | Vainqueur                                                 | Deuxième                                                  | Troisième                                                 |
| ----- | --------------------------------------------------------- | --------------------------------------------------------- | --------------------------------------------------------- |
| 1935  | Jan Pijnenburg                                            | Jan van der Horst                                         | Frans Slaats                                              |
| 1936  | Jan Pijnenburg                                            | Joep Savelsberg                                           | Kees Pellenaars                                           |
| 1937  | Frans Slaats                                              | Jan Pijnenburg                                            | Kees Pellenaars                                           |
| 1938  | Jan Pijnenburg                                            | Detmer Klink                                              | Dick Groenewegen                                          |
| 1939  | Detmer Klink                                              | Dick Groenewegen                                          | Jan Pijnenburg                                            |
| 1940  | Gerrit Schulte                                            | Ben van de Voort                                          | Jacques van Egmond                                        |
| 1941  | Ben van de Voort                                          | Dick Groenewegen                                          | Detmer Klink                                              |
| 1942  | Gerrit Schulte                                            | Ben van de Voort                                          | Gerrit Peters                                             |
| 1943  | Gerrit Schulte                                            | Ben van de Voort                                          | Piet Evers                                                |
| 1944  | Gerrit Schulte                                            | Jan Pronk                                                 | Piet Evers                                                |
| 1945  | Gerrit Schulte                                            | Gerrit Peters                                             | M. de Ruiter                                              |
| 1946  | Gerrit Peters                                             | Gerrit Schulte                                            | Piet Evers                                                |
| 1947  | Gerrit Schulte                                            | Gerrit Peters                                             | Piet Evers                                                |
| 1948  | Gerrit Schulte                                            | Gerard van Beek                                           | Gerrit Peters                                             |
| 1949  | Wim van Est                                               | Gerard van Beek                                           | Gerrit Peters                                             |
| 1950  | Gerrit Schulte                                            | Wim van Est                                               | Gerard van Beek                                           |
| 1951  | Gerrit Schulte                                            | Wim van Est                                               | Jan Derksen                                               |
| 1952  | Wim van Est                                               | Jan Derksen                                               | Harrie van der Kamp                                       |
| 1953  | Wim van Est                                               | Adri Voorting                                             | Gerrit Peters                                             |
| 1954  | Adri Voorting                                             | Jan Plantaz                                               | Patsy Willekes                                            |
| 1955  | Wim van Est                                               | Daan de Groot                                             | Gerrit Voorting                                           |
| 1956  | Daan de Groot                                             | Peter Post                                                | Jan Plantaz                                               |
| 1957  | Peter Post                                                | Daan de Groot                                             | Jan Plantaz                                               |
| 1958  | Peter Post                                                | Ab Geldermans                                             | Piet van Est                                              |
| 1959  | Peter Post                                                | Harry Molenijzer                                          | Daan de Groot                                             |
| 1960  | Peter Post                                                | Daan de Groot                                             | Bas Maliepaard                                            |
| 1961  | Peter Post                                                | Daan de Groot                                             | Jan Plantaz                                               |
| 1962  | Henk Nijdam                                               | Peter Post                                                | Piet Steenvoorden                                         |
| 1963  | Peter Post                                                | Piet van Est                                              | Ad Biemans                                                |
| 1964  | Henk Nijdam                                               | Huub Zilverberg                                           | Piet Steenvoorden                                         |
| 1965  | Henk Nijdam                                               | Jaap Oudkerk                                              | Gerben Karstens                                           |
| 1966  | Henk Nijdam                                               | Jan Schroeder                                             | Bart Zoet                                                 |
| 1967  | Tiemen Groen                                              | Jan Schroeder                                             | Jaap Oudkerk                                              |
| 1968  | Leo Duyndam                                               | Gert Bongers                                              | Cor Schuuring                                             |
| 1969  | Gert Bongers                                              | Peter Post                                                | Rini Wagtmans                                             |
| 1970  | Leo Duyndam                                               | Piet Hoekstra                                             | Gerard Vianen                                             |
| 1971  | Ben Janbroers                                             | Piet Hoekstra                                             | Harrie Jansen                                             |
| 1972  | Jaap Oudkerk                                              | Henk Benjamins                                            | Harry van Leeuwen                                         |
| 1973  | Rene Pijnen                                               | Cees Priem                                                | Ben Janbroers                                             |
| 1974  | Roy Schuiten                                              | Rene Pijnen                                               | Gerard Kamper                                             |
| 1975  | Roy Schuiten                                              | Rene Pijnen                                               | Gerard Kamper                                             |
| 1976  | Roy Schuiten                                              | André Gevers                                              | Wil van Helvoirt                                          |
| 1977  | Roy Schuiten                                              | Aad van den Hoek                                          | André Gevers                                              |
| 1978  | Roy Schuiten                                              | Herman Ponsteen                                           | Herman Smit                                               |
| 1980  | Roy Schuiten                                              | Herman Ponsteen                                           | Jan Hordijk                                               |
| 1981  | Bert Oosterbosch                                          | Roy Schuiten                                              | Jos Lammertink                                            |
| 1982  | Herman Ponsteen                                           | Jan Jonkers                                               | Rene Koppert                                              |
| 1983  | Bert Oosterbosch                                          | Johan Lammerts                                            | Jos Lammertink                                            |
| 1984  | Bert Oosterbosch                                          | Gerrie Knetemann                                          | Jos Lammertink                                            |
| 1985  | Jelle Nijdam                                              | Peter Pieters                                             | Hennie Rovers                                             |
| 1994  | Peter Pieters                                             | Jelle Nijdam                                              | Richard Rozendaal                                         |
| 1995  | Peter Pieters                                             | Jarich Bakker                                             | Richard Rozendaal                                         |
| 1996  | Peter Pieters                                             | Jarich Bakker                                             | Wilco Zuyderwijk                                          |
| 1997  | Richard Rozendaal                                         | Marco Vermey                                              | Ruud van Dorst                                            |
| 1998  | Robert Slippens                                           | Peter Pieters                                             | Paul van Schalen                                          |
| 1999  | Wilco Zuyderwijk                                          | Paul van Schalen                                          | Robert Slippens                                           |
| 2000  | Robert Slippens                                           | Wilco Zuyderwijk                                          | Peter Schep                                               |
| 2001  | Robert Slippens                                           | Wilco Zuyderwijk                                          | Peter Schep                                               |
| 2002  | Robert Slippens                                           | Jens Mouris                                               | Wilco Zuyderwijk                                          |
| 2003  | Levi Heimans                                              | Jos Pronk                                                 | Thomas Dekker                                             |
| 2004  | Jens Mouris                                               | Robert Slippens                                           | Levi Heimans                                              |
| 2005  | Niki Terpstra                                             | Levi Heimans                                              | Wim Stroetinga                                            |
| 2006  | Niki Terpstra                                             | Eelke van der Wal                                         | Jenning Huizenga                                          |
| 2007  | Jenning Huizenga                                          | Jens Mouris                                               | Wim Stroetinga                                            |
| 2008  | Wim Stroetinga                                            | Jens Mouris                                               | Levi Heimans                                              |
| 2009  | Levi Heimans                                              | Jeff Vermeulen                                            | Tim Veldt                                                 |
| 2010  | Tim Veldt                                                 | Levi Heimans                                              | Roy Pieters                                               |
| 2011  | Jenning Huizenga                                          | Levi Heimans                                              | Michael Vingerling                                        |
| 2012  | Jenning Huizenga                                          | Tim Veldt                                                 | Dion Beukeboom                                            |
| 2013  | Jenning Huizenga                                          | Dion Beukeboom                                            | Didier Caspers                                            |
| 2014  | Dion Beukeboom                                            | Nick Stöpler                                              | Roy Pieters                                               |
| 2015  | Wim Stroetinga                                            | Jenning Huizenga                                          | Roy Pieters                                               |
| 2016  | Dion Beukeboom                                            | Milan Broer                                               | Rens Tulner                                               |
| 2017  | Dion Beukeboom                                            | Roy Eefting                                               | Daan Hoole                                                |
| 2018  | Joost van der Burg                                        | Koen Bouwman                                              | Ryan Schilt                                               |
| 2019  | Maikel Zijlaard                                           | Koen Bouwman                                              | Enzo Leijnse                                              |
| 2020  | Championnats annulés en raison de la pandémie de Covid-19 | Championnats annulés en raison de la pandémie de Covid-19 | Championnats annulés en raison de la pandémie de Covid-19 |
| 2021  | Brian Megens                                              | Maikel Zijlaard                                           | Patrick Bos                                               |
| 2022  | Brian Megens                                              | Wessel Mouris                                             | Cesar Beilo                                               |
| 2023  | Brian Megens                                              | Patrick Bos                                               | Cesar Beilo                                               |
| 2024  | Brian Megens                                              | Elmar Abma                                                | Rik van der Wal                                           |

### Poursuite par équipes
| Année | Vainqueur                                                                    | Deuxième                                                                  | Troisième                                                        |
| ----- | ---------------------------------------------------------------------------- | ------------------------------------------------------------------------- | ---------------------------------------------------------------- |
| 2015  | Jens Mouris Barry Markus André Looij Yentl Ruijmgaard Mel van der Veekens    | Martijn Knoppert Rens Tulner Daan van Sintmaartensdijk Nils Eekhoff       | Jurriaan Vos Marten Kooistra Gino Vierhouten Bas Ottevanger      |
| 2016  | Philip Heijnen Yanne Dorenbos Leco Hendriks Bob Markus                       | Barry Markus André Looij Mel van der Veekens Roy Pieters Yentl Ruijmgaard | Daniel Abraham Gebru Milan Broer Luuk Jansen Marc Veldt          |
| 2017  | Enzo Leijnse Lennart Reijtenbagh Casper van Uden Ruben Buitendijk            | Jeroen van Krimpen Yanne Dorenbos Leco Hendriks Bob Markus Milan Broer    | Daniel Abraham Gebru Niall Tilli Luuk van Gestel Luuk Jansen     |
| 2018  | Leco Hendriks Yanne Dorenbos Casper van Uden Enzo Leijnse                    | Yentl Ruijmgaard Joost van der Burg Dion Beukeboom Roy Pieters            | Leon Ellermann Stijn Hanegraaf Steyn Lamberink Rick Hezeman      |
| 2019  | Casper van Uden Enzo Leijnse Maikel Zijlaard Vincent Hoppezak Philip Heijnen | Roy Duijvesteijn Luuk van Gestel Luuk Jansen Thomas Mijnsbergen           | Loe van Belle Lance Huenders Tristan Kool Wouter van de Weerdhof |
| 2020  | Championnats annulés en raison de la pandémie de Covid-19                    | Championnats annulés en raison de la pandémie de Covid-19                 | Championnats annulés en raison de la pandémie de Covid-19        |
| 2021  | Patrick Bos Timo Fransen Stijn Boersma Martin van de Pol                     | Miquel van Tineleen Maxime Duba Sal Meijers Marijn Schapen                | Christian Evers Chris Kisters Duncan van Norel Kristian Driessen |
| 2022  | Daniel Abraham Patrick Bos Gino Knies Martin van de Pol                      |                                                                           |                                                                  |
| 2023  | Tyler Eyk Jan van Schaik Joeri Schaper Collin Westbroek Liam Witte           | Hidde Buur Jelte Buur Kaj van Diemen Timothy de Koning                    | Guido Jong Niek Ligthart Joop Poland Paul Vriesman               |
| 2024  | Justin de Hart Jesse Klein Justus Willemsen Tyler Eyk                        | Erwin Leijenaar Rik van der Wal Sem van Wijngaarden Levi Oord             | Rymer Rooks Bodhi Klein Max de Lincel Quint Segboer              |

### Scratch
| Année | Vainqueur                                                 | Deuxième                                                  | Troisième                                                 |
| ----- | --------------------------------------------------------- | --------------------------------------------------------- | --------------------------------------------------------- |
| 2003  | Peter Schep                                               | Matthé Pronk                                              | Bas Giling                                                |
| 2004  | Wim Stroetinga                                            | Robert Slippens                                           | Niki Terpstra                                             |
| 2005  | Wim Stroetinga                                            | Peter Schep                                               | Geert-Jan Jonkman                                         |
| 2006  | Wim Stroetinga                                            | Hans Dekkers                                              | Dennis Smit                                               |
| 2007  | Niki Terpstra                                             | Wim Stroetinga                                            | Jeff Vermeulen                                            |
| 2008  | Wim Stroetinga                                            | Raymond Kreder                                            | Tim Veldt                                                 |
| 2009  | Michael Vingerling                                        | Pim Ligthart                                              | Jeff Vermeulen                                            |
| 2010  | Peter Schep                                               | Wim Stroetinga                                            | Barry Markus                                              |
| 2011  | Tim Veldt                                                 | Jenning Huizenga                                          | Barry Markus                                              |
| 2012  | Tim Veldt                                                 | Jenning Huizenga                                          | Barry Markus                                              |
| 2013  | Jesper Asselman                                           | Dion Beukeboom                                            | Patrick Bos                                               |
| 2014  | Michael Vingerling                                        | Dion Beukeboom                                            | Wesley Kreder                                             |
| 2015  | Roy Pieters                                               | Jan-Willem van Schip                                      | Jesper Asselman                                           |
| 2016  | Melvin van Zijl                                           | Milan Broer                                               | Patrick Bos                                               |
| 2017  | Roy Eefting                                               | Jan-Willem van Schip                                      | Wim Stroetinga                                            |
| 2018  | Wim Stroetinga                                            | Jan-Willem van Schip                                      | Roy Eefting                                               |
| 2019  | Ryan Schilt                                               | Roy Pieters                                               | Roy Eefting                                               |
| 2020  | Championnats annulés en raison de la pandémie de Covid-19 | Championnats annulés en raison de la pandémie de Covid-19 | Championnats annulés en raison de la pandémie de Covid-19 |
| 2021  | Yoeri Havik                                               | Vincent Hoppezak                                          | Philip Heijnen                                            |
| 2022  | Matthijs Büchli                                           | Patrick Bos                                               | Elmar Abma                                                |
| 2023  | Yanne Dorenbos                                            | Maikel Zijlaard                                           | Philip Heijnen                                            |
| 2024  | Yanne Dorenbos                                            | Julian Vergouw                                            | Lance Venema                                              |

### Vitesse
| Année | Vainqueur                                                 | Deuxième                                                  | Troisième                                                 |
| ----- | --------------------------------------------------------- | --------------------------------------------------------- | --------------------------------------------------------- |
| 1897  | Harie Meijers                                             | Marten Kingma                                             | Van de Berg                                               |
| 1898  | Harie Meijers                                             | Guus Schilling                                            | Henri Gorter                                              |
| 1899  | Harie Meijers                                             | Jaap Eden                                                 | Guus Schilling                                            |
| 1900  | Harie Meijers                                             | Guus Schilling                                            | J. van der Knoop                                          |
| 1901  | Guus Schilling                                            | Jan Mulder                                                | P.G. Jansen                                               |
| 1902  | Harie Meijers                                             | Jan Mulder                                                | Jaap Eden                                                 |
| 1903  | Jan van de Tuyn                                           | Jan van Gent                                              | G. Roos                                                   |
| 1904  | Jan van Gent                                              | P.G. Jansen                                               | J. Hoorn                                                  |
| 1906  | J.E. Fokkinga                                             | Jan Tulleken                                              | Reinder Huizinga                                          |
| 1907  | Guus Schilling                                            | Arie Bouma                                                | J.E. Fokkinga                                             |
| 1908  | J.E. Fokkinga                                             | Jan Tulleken                                              | Reinder Huizinga                                          |
| 1909  | Jan Tulleken                                              | Dirk Boulande                                             | J.E. Fokkinga                                             |
| 1910  | Guus Schilling                                            | Jan Tulleken                                              | J.E. Fokkinga                                             |
| 1911  | Arie Bouma                                                | Dirk Boulande                                             | Jan Tulleken                                              |
| 1912  | Jan Tulleken                                              | Jan van Gent                                              | Louis Didier                                              |
| 1913  | John Stol                                                 | Jan Tulleken                                              | Dorus Nijland                                             |
| 1914  | John Stol                                                 | Jan Tulleken                                              | Dorus Nijland                                             |
| 1915  | Jan Tulleken                                              | Jan van Gent                                              | Dorus Nijland                                             |
| 1916  | Louis Didier                                              | Piet Moeskops                                             | A. van den Bogaert                                        |
| 1917  | Piet Moeskops                                             | Piet Straat                                               | Jo van Boxtel                                             |
| 1918  | John Stol                                                 | Piet Moeskops                                             | Jo van Boxtel                                             |
| 1919  | Gerard Leene                                              | Piet Moeskops                                             | John Stol                                                 |
| 1920  | Piet Moeskops                                             | Piet van Kempen                                           | Klaas van Nek                                             |
| 1921  | Piet Moeskops                                             | Gerard Leene                                              | Jo van Boxtel                                             |
| 1922  | Jo van Boxtel                                             | Jan Tulleken                                              | Jan de Crasto                                             |
| 1923  | Piet Moeskops                                             | Jo van Boxtel                                             | Klaas van Nek                                             |
| 1924  | Klaas van Nek                                             | A. van den Bogaert                                        | Willem van Duyn                                           |
| 1925  | Piet van Kempen                                           | Gerard Leene                                              | Klaas van Nek                                             |
| 1926  | Gerard Leene                                              | Piet Moeskops                                             | Klaas van Nek                                             |
| 1927  | Piet Moeskops                                             | Gerard Leene                                              | Jaap Meijer                                               |
| 1928  | Gerard Leene                                              | Klaas van Nek                                             | Jaap Meijer                                               |
| 1929  | Piet Moeskops                                             | Jaap Meijer                                               | Gerard Leene                                              |
| 1930  | Piet Moeskops                                             | Jaap Meijer                                               | Klaas van Nek                                             |
| 1931  | Piet Moeskops                                             | Jaap Meijer                                               | Jan Pijnenburg                                            |
| 1932  | Piet Moeskops                                             | Jaap Meijer                                               | Jan Pijnenburg                                            |
| 1933  | Gerard Leene                                              | Piet Moeskops                                             | Klaas Sliphorst                                           |
| 1934  | Jacques van Egmond                                        | Gerard Leene                                              | Jan van de Heuvel                                         |
| 1935  | Jacques van Egmond                                        | Arie van der Linden                                       | Jan van de Heuvel                                         |
| 1936  | Jacques van Egmond                                        | Arie van der Linden                                       | Jan van de Heuvel                                         |
| 1937  | Arie van Vliet                                            | Jacques van Egmond                                        | Jan van de Heuvel                                         |
| 1938  | Arie van Vliet                                            | Jo Kremers                                                | Arie van der Linden                                       |
| 1939  | Arie van Vliet                                            | Jef van de Vijver                                         | Jacques van Egmond                                        |
| 1940  | Arie van Vliet                                            | Jan Derksen                                               | Jef van de Vijver                                         |
| 1941  | Arie van Vliet                                            | Jan Derksen                                               | Jef van de Vijver                                         |
| 1942  | Arie van Vliet                                            | Jan Derksen                                               | Ben Remkes                                                |
| 1943  | Jan Derksen                                               | Arie van Vliet                                            | Ben Remkes                                                |
| 1944  | Ben Remkes                                                | Hendrik Ooms                                              | Jef van de Vijver                                         |
| 1945  | Arie van Vliet                                            | Jan Derksen                                               | Chris Kropman                                             |
| 1946  | Arie van Vliet                                            | Jan Derksen                                               | Ben Remkes                                                |
| 1947  | Arie van Vliet                                            | Jan Derksen                                               | Ben Remkes                                                |
| 1948  | Arie van Vliet                                            | Jan Derksen                                               | Ben Remkes                                                |
| 1949  | Jan Derksen                                               | Arie van Vliet                                            | Ben Remkes                                                |
| 1950  | Arie van Vliet                                            | Jan Derksen                                               | Cor Bijster                                               |
| 1951  | Arie van Vliet                                            | Jan Derksen                                               | Cor Bijster                                               |
| 1952  | Jan Derksen                                               | Arie van Vliet                                            | Cor Bijster                                               |
| 1953  | Jan Derksen                                               | Arie van Vliet                                            | Antoon van Oers                                           |
| 1954  | Jan Derksen                                               | Arie van Vliet                                            | Norbert Koch                                              |
| 1955  | Jan Derksen                                               | Arie van Vliet                                            | Jan Hijzelendoorn                                         |
| 1956  | Arie van Vliet                                            | Jan Derksen                                               | Adriaan Schotman                                          |
| 1957  | Jan Derksen                                               | Arie van Vliet                                            | Adriaan Schotman                                          |
| 1958  | Jan Derksen                                               | Adriaan Schotman                                          | Frans Mahn                                                |
| 1959  | Jan Derksen                                               | Adriaan Schotman                                          | Joop Captein                                              |
| 1960  | Jan Derksen                                               | Joop Captein                                              | Cor Bijster                                               |
| 1961  | Jan Derksen                                               | Joop Captein                                              | Hennie Marinus                                            |
| 1962  | Jan Derksen                                               | Joop Captein                                              | Hennie Marinus                                            |
| 1963  | Jan Derksen                                               | Joop Captein                                              | Jan Legrand                                               |
| 1964  | Joop Captein                                              | Marinus Paul                                              | Frans Mahn                                                |
| 1965  | Joop Captein                                              | Aad de Graaf                                              | Frans Mahn                                                |
| 1966  | Frans Mahn                                                | Aad de Graaf                                              | Piet van der Touw                                         |
| 1967  | Frans Mahn                                                | Joop Captein                                              | Gerard Koel                                               |
| 1968  | Gerard Koel                                               | Hennie Marinus                                            | Marinus Paul                                              |
| 1969  | Gerard Koel                                               | Charles Ruikers                                           | Albert van Midden                                         |
| 1970  | Leijn Loevesijn                                           | Gerard Koel                                               | Charles Ruikers                                           |
| 1971  | Leijn Loevesijn                                           | Peter Kisner                                              | Gerard Koel                                               |
| 1972  | Leijn Loevesijn                                           | Ben Janbroers                                             |                                                           |
| 1973  | Leijn Loevesijn                                           | Klaas Balk                                                |                                                           |
| 1974  | Leijn Loevesijn                                           | Gerrie Fens                                               | Klaas Balk                                                |
| 1975  | Leijn Loevesijn                                           | Gerrie Fens                                               | Ben van der Putten                                        |
| 1976  | Leijn Loevesijn                                           | Gerrie Fens                                               | Piet van der Touw                                         |
| 1977  | Jan Huisjes                                               | Wim de Wilde                                              | Piet van der Touw                                         |
| 1978  | Jan de Jong                                               | Bert Scheunemann                                          | Theo Smit                                                 |
| 1980  | Theo Smit                                                 | Sylvester Aarts                                           | Peter Heeren                                              |
| 1994  | Dirk Jan van Hameren                                      | René Vink                                                 | Jurgen Denekamp                                           |
| 1995  | Jurgen Denekamp                                           | Raymond Langevoort                                        | Marco van Bon                                             |
| 1996  | René Vink                                                 | Martin Benjamin                                           | Floris Klunder                                            |
| 1997  | René Vink                                                 | Martin Benjamin                                           | Floris Klunder                                            |
| 1998  | Martin Benjamin                                           | Floris Klunder                                            | Raymond Langevoort                                        |
| 2001  | Teun Mulder                                               | Sebastiaan Baanders                                       | Martin Benjamin                                           |
| 2002  | Theo Bos                                                  | Teun Mulder                                               | Martin Benjamin                                           |
| 2003  | Theo Bos                                                  | Martin Benjamin                                           | Tim Veldt                                                 |
| 2004  | Theo Bos                                                  | Teun Mulder                                               | Tim Veldt                                                 |
| 2005  | Teun Mulder                                               | Tim Veldt                                                 | Sebastiaan Baanders                                       |
| 2006  | Theo Bos                                                  | Teun Mulder                                               | Tim Veldt                                                 |
| 2007  | Theo Bos                                                  | Teun Mulder                                               | Tim Veldt                                                 |
| 2008  | Teun Mulder                                               | Yondi Schmidt                                             | Patrick Bos                                               |
| 2009  | Teun Mulder                                               | Michael Vingerling                                        | Patrick Bos                                               |
| 2010  | Roy van den Berg                                          | Hugo Haak                                                 | Hylke van Grieken                                         |
| 2011  | Teun Mulder                                               | Hugo Haak                                                 | Roy van den Berg                                          |
| 2012  | Matthijs Büchli                                           | Hugo Haak                                                 | Hylke van Grieken                                         |
| 2013  | Hugo Haak                                                 | Jeffrey Hoogland                                          | Matthijs Büchli                                           |
| 2014  | Matthijs Büchli                                           | Hugo Haak                                                 | Jeffrey Hoogland                                          |
| 2015  | Theo Bos                                                  | Roy van den Berg                                          | Matthijs Büchli                                           |
| 2016  | Jeffrey Hoogland                                          | Harrie Lavreysen                                          | Hugo Haak                                                 |
| 2017  | Matthijs Büchli                                           | Harrie Lavreysen                                          | Theo Bos                                                  |
| 2018  | Matthijs Büchli                                           | Jeffrey Hoogland                                          | Harrie Lavreysen                                          |
| 2019  | Matthijs Büchli                                           | Jeffrey Hoogland                                          | Harrie Lavreysen                                          |
| 2020  | Championnats annulés en raison de la pandémie de Covid-19 | Championnats annulés en raison de la pandémie de Covid-19 | Championnats annulés en raison de la pandémie de Covid-19 |
| 2021  | Harrie Lavreysen                                          | Sam Ligtlee                                               | Tijmen van Loon                                           |
| 2022  | Harrie Lavreysen                                          | Tijmen van Loon                                           | Daan Kool                                                 |
| 2023  | Harrie Lavreysen                                          | Jeffrey Hoogland                                          | Daan Kool                                                 |
| 2024  | Harrie Lavreysen                                          | Tijmen van Loon                                           | Daan Kool                                                 |

### Vitesse par équipes
| Année | Vainqueur                                                 | Deuxième                                                  | Troisième                                                   |
| ----- | --------------------------------------------------------- | --------------------------------------------------------- | ----------------------------------------------------------- |
| 2015  | Jeffrey Hoogland Matthijs Büchli Harrie Lavreysen         | Theo Bos Teun Mulder Tim Veldt                            | Roy van den Berg Hugo Haak Sam Ligtlee                      |
| 2016  | Nils van 't Hoenderdaal Hugo Haak Jeffrey Hoogland        | Sam Ligtlee Carlo Cesar Harrie Lavreysen                  | Yorik Bos Mark bakker Patrick Bos                           |
| 2017  | Matthijs Büchli Theo Bos Roy van den Berg                 | Nils van 't Hoenderdaal Jeffrey Hoogland Harrie Lavreysen | Koen van der Wijst Joël Zuidema Carlo Cesar                 |
| 2018  | Matthijs Büchli Theo Bos Roy van den Berg                 | Joël Zuidema Harrie Lavreysen Sam Ligtlee                 | Nils van 't Hoenderdaal Stephan Habets Jeffrey Hoogland     |
| 2019  | Sam Ligtlee Yorik Wever Koen van der Wijst                | Gino Knies Daan Kool Tijmen van Loon                      | Mark Bakker Tony Boon Yorick Bos                            |
| 2020  | Championnats annulés en raison de la pandémie de Covid-19 | Championnats annulés en raison de la pandémie de Covid-19 | Championnats annulés en raison de la pandémie de Covid-19   |
| 2021  | Sam Ligtlee Theo Bos Tijmen van Loon                      | Gino Knies Daan Kool Tony Boon Lars Romijn                | Stef Hollander Loris Leneman Martijn Klop                   |
| 2022  | Sam Ligtlee Tijmen van Loon Lars Romijn                   | Daan Kool Mike Krabbenborg Loris Leneman                  | Mauro Ambrawo Stef Hollander Martijn Klop                   |
| 2023  | Loris Leneman Tijmen van Loon Lars Romijn                 | Julian Bijsterbosch Tim Goossens Casper Pipers            | Mauro Ambrawo Mike Krabbenborg Duncan van Norel Rymer Rooks |
| 2024  | Daan Kool Tijmen van Loon Mike Krabbenborg Loris Leneman  | Stijn Geluk Duncan van Norel Lars Romijn                  | Jeffrey Maerten Thijs van Leeuwen Jasper van den Ende       |

## Palmarès féminin

### 500 mètres
| Année | Vainqueur                                                 | Deuxième                                                  | Troisième                                                 |
| ----- | --------------------------------------------------------- | --------------------------------------------------------- | --------------------------------------------------------- |
| 1995  | Ingrid Haringa                                            | Maria Jongeling                                           | Jet Jongeling                                             |
| 1996  | Ingrid Haringa                                            | Jet Jongeling                                             | Debby Mansveld                                            |
| 1997  | Ingrid Haringa                                            | Sissy van Alebeek                                         | Debby Mansveld                                            |
| 1998  | Mirella van Melis                                         | Debby Mansveld                                            | Jose Laan                                                 |
| 1999  | Debby Mansveld                                            | Mirella van Melis                                         | Jose Laan                                                 |
| 2000  | Debby Mansveld                                            | Elke Zijlstra                                             | Sissy van Alebeek                                         |
| 2001  | Yvonne Hijgenaar                                          | Ingrid Haringa                                            | Mirella van Melis                                         |
| 2002  | Yvonne Hijgenaar                                          | Adrie Visser                                              | Vera Koedooder                                            |
| 2003  | Yvonne Hijgenaar                                          | Willy Kanis                                               | Bertine Spijkerman                                        |
| 2004  | Yvonne Hijgenaar                                          | Willy Kanis                                               | Marlijn Binnendijk                                        |
| 2005  | Yvonne Hijgenaar                                          | Willy Kanis                                               | Cindy Groen                                               |
| 2006  | Willy Kanis                                               | Liane Wagtho                                              | Sigrid Jochems                                            |
| 2007  | Yvonne Hijgenaar                                          | Anneloes Stoelwinder                                      | Agnes Ronner                                              |
| 2008  | Willy Kanis                                               | Agnes Ronner                                              | Anneloes Stoelwinder                                      |
| 2009  | Willy Kanis                                               | Yvonne Hijgenaar                                          | Agnes Ronner                                              |
| 2010  | Willy Kanis                                               | Yvonne Hijgenaar                                          | Laura van der Kamp                                        |
| 2011  | Willy Kanis                                               | Yvonne Hijgenaar                                          | Laura van der Kamp                                        |
| 2012  | Yvonne Hijgenaar                                          | Elis Ligtlee                                              | Shanne Braspennincx                                       |
| 2013  | Elis Ligtlee                                              | Shanne Braspennincx                                       | Yesna Rijkhoff                                            |
| 2014  | Elis Ligtlee                                              | Shanne Braspennincx                                       | Yesna Rijkhoff                                            |
| 2015  | Laurine van Riessen                                       | Elis Ligtlee                                              | Kyra Lamberink                                            |
| 2016  | Kyra Lamberink                                            | Shanne Braspennincx                                       | Laurine van Riessen                                       |
| 2017  | Kyra Lamberink                                            | Laurine van Riessen                                       | Shanne Braspennincx                                       |
| 2018  | Kyra Lamberink                                            | Laurine van Riessen                                       | Shanne Braspennincx                                       |
| 2019  | Shanne Braspennincx                                       | Kyra Lamberink                                            | Steffie van der Peet                                      |
| 2020  | Championnats annulés en raison de la pandémie de Covid-19 | Championnats annulés en raison de la pandémie de Covid-19 | Championnats annulés en raison de la pandémie de Covid-19 |
| 2021  | Steffie van der Peet                                      | Kyra Lamberink                                            | Hetty van de Wouw                                         |
| 2022  | Kimberly Kalee                                            | Lonneke Geraerts                                          | Roosmarijn Geluk                                          |
| 2023  | Kimberly Kalee                                            | Lonneke Geraerts                                          | Ruby Huisman                                              |
| 2024  | Kimberly Kalee                                            | Steffie van der Peet                                      | Lonneke Geraerts                                          |

### Américaine
| Année | Vainqueur                                                 | Deuxième                                                  | Troisième                                                 |
| ----- | --------------------------------------------------------- | --------------------------------------------------------- | --------------------------------------------------------- |
| 2009  | Kirsten Wild Vera Koedooder                               | Roxane Knetemann Amy Pieters                              | Winanda Spoor Lotte van Hoek                              |
| 2010  | Roxane Knetemann Amy Pieters                              | Ellen van Dijk Vera Koedooder                             | Nina Kessler Winanda Spoor                                |
| 2011  | Ellen van Dijk Kirsten Wild                               | Kelly Markus Amy Pieters                                  | Vera Koedooder Winanda Spoor                              |
| 2012  | Marianne Vos Roxane Knetemann                             | Laura van der Kamp Kirsten Wild                           | Amy Pieters Kelly Markus                                  |
| 2013  | Kelly Markus Amy Pieters                                  | Winanda Spoor Kirsten Wild                                | Vera Koedooder Roxane Knetemann                           |
| 2014  | Kelly Markus Amy Pieters                                  | Nina Kessler Nicky Zijlaard                               | Winanda Spoor Sigrid Jochems                              |
| 2015  | Kirsten Wild Nina Kessler                                 | Kelly Markus Amy Pieters                                  | Vera Koedooder Roxane Knetemann                           |
| 2016  | Kirsten Wild Nina Kessler                                 | Kelly Markus Winanda Spoor                                | Bente van Teeseling Amber van der Hulst                   |
| 2017  | Kirsten Wild Nina Kessler                                 | Roxane Knetemann Amy Pieters                              | Mylène de Zoete Marit Raaijmakers                         |
| 2018  | Amy Pieters Kirsten Wild                                  | Phaedra Krol Marjolein van 't Geloof                      | Roxane Knetemann Marit Raaijmakers                        |
| 2019  | Amy Pieters Kirsten Wild                                  | Marit Raaijmakers Amber van der Hulst                     | Mylène de Zoete Bente van Teeseling                       |
| 2020  | Championnats annulés en raison de la pandémie de Covid-19 | Championnats annulés en raison de la pandémie de Covid-19 | Championnats annulés en raison de la pandémie de Covid-19 |
| 2021  | Marjolein van 't Geloof Nina Kessler                      | Daniek Hengeveld Amber van der Hulst                      | Marit Raaijmakers Lorena Wiebes                           |
| 2022  | Marit Raaijmakers Lorena Wiebes                           | Mylène de Zoete Juliet Eickhof                            | Nina Kessler Marjolein van 't Geloof                      |
| 2023  | Marit Raaijmakers Lorena Wiebes                           | Lisa van Belle Babette van der Wolf                       | Yuli van der Molen Nienke Veenhoven                       |
| 2024  | Marit Raaijmakers Lorena Wiebes                           | Lisa van Belle Maike van der Duin                         | Marjolein van 't Geloof Nina Kessler                      |

### Course aux points
| Année | Vainqueur                                                 | Deuxième                                                  | Troisième                                                 |
| ----- | --------------------------------------------------------- | --------------------------------------------------------- | --------------------------------------------------------- |
| 1989  | Angelique Jekel-Greupink                                  | Petra de Bruin                                            | Mary van Gaalen                                           |
| 1990  | Cyntha Lutke Schipholt                                    | Petra Grimbergen                                          | Leontien Zijlaard-van Moorsel                             |
| 1991  | Petra Grimbergen                                          | Ingrid Haringa                                            | Astrid Schop                                              |
| 1992  | Ingrid Haringa                                            | Leontien Zijlaard-van Moorsel                             | Petra Grimbergen                                          |
| 1993  | Ingrid Haringa                                            | Maria Jongeling                                           | Petra Grimbergen                                          |
| 1994  | Ingrid Haringa                                            | Maria Jongeling                                           | Natasha den Ouden                                         |
| 1995  | Ingrid Haringa                                            | Margaretha Groen                                          | Judith van der Burg                                       |
| 1996  | Ingrid Haringa                                            | Debby Mansveld                                            | Karin Leine                                               |
| 1997  | Ingrid Haringa                                            | Leontien Zijlaard-van Moorsel                             | Karin Leine                                               |
| 1998  | Leontien Zijlaard-van Moorsel                             | Sissy van Alebeek                                         | Debby Mansveld                                            |
| 1999  | Leontien Zijlaard-van Moorsel                             | Debby Mansveld                                            | Anouska van der Zee                                       |
| 2000  | Leontien Zijlaard-van Moorsel                             | Debby Mansveld                                            | Janneke Vos                                               |
| 2001  | Leontien Zijlaard-van Moorsel                             | Mirella van Melis                                         | Mariëlle van Scheppingen                                  |
| 2002  | Leontien Zijlaard-van Moorsel                             | Vera Koedooder                                            | Sissy van Alebeek                                         |
| 2003  | Adrie Visser                                              | Loes Gunnewijk                                            | Vera Koedooder                                            |
| 2004  | Adrie Visser                                              | Marlijn Binnendijk                                        | Kristy Miggels                                            |
| 2005  | Adrie Visser                                              | Marlijn Binnendijk                                        | Roxane Knetemann                                          |
| 2006  | Adrie Visser                                              | Marlijn Binnendijk                                        | Vera Koedooder                                            |
| 2007  | Marianne Vos                                              | Marlijn Binnendijk                                        | Chantal Blaak                                             |
| 2008  | Vera Koedooder                                            | Kirsten Wild                                              | Nina Kessler                                              |
| 2009  | Roxane Knetemann                                          | Eva Heijmans                                              | Kirsten Wild                                              |
| 2010  | Kirsten Wild                                              | Amy Pieters                                               | Ellen van Dijk                                            |
| 2011  | Kirsten Wild                                              | Amy Pieters                                               | Roxane Knetemann                                          |
| 2012  | Roxane Knetemann                                          | Kirsten Wild                                              | Vera Koedooder                                            |
| 2013  | Kirsten Wild                                              | Amy Pieters                                               | Judith Bloem                                              |
| 2014  | Kirsten Wild                                              | Amy Pieters                                               | Nina Kessler                                              |
| 2015  | Vera Koedooder                                            | Roxane Knetemann                                          | Amy Pieters                                               |
| 2016  | Kirsten Wild                                              | Vera Koedooder                                            | Judith Bloem                                              |
| 2017  | Marjolein van 't Geloof                                   | Roxane Knetemann                                          | Marit Raaijmakers                                         |
| 2018  | Kirsten Wild                                              | Amy Pieters                                               | Amber van der Hulst                                       |
| 2019  | Amy Pieters                                               | Nina Kessler                                              | Kirstie van Haaften                                       |
| 2020  | Championnats annulés en raison de la pandémie de Covid-19 | Championnats annulés en raison de la pandémie de Covid-19 | Championnats annulés en raison de la pandémie de Covid-19 |
| 2021  | Daniek Hengeveld                                          | Juliet Eickhof                                            | Marit Raaijmakers                                         |
| 2022  | Marit Raaijmakers                                         | Lonneke Uneken                                            | Marjolein van 't Geloof                                   |
| 2023  | Marit Raaijmakers                                         | Juliet Eickhof                                            | Lorena Wiebes                                             |
| 2024  | Lorena Wiebes                                             | Nina Kessler                                              | Marjolein van 't Geloof                                   |

### Derny
| Année | Vainqueur                                                 | Deuxième                                                  | Troisième                                                 |
| ----- | --------------------------------------------------------- | --------------------------------------------------------- | --------------------------------------------------------- |
| 2014  | Nicky Zijlaard                                            | Bianca Lust                                               | Kelly Markus                                              |
| 2017  | Marit Raaijmakers                                         | Nina Kessler                                              | Lily Schuitemaker                                         |
| 2018  | Tessa Dijksman                                            | Kirstie van Haaften                                       | Eline van Rooijen                                         |
| 2019  | Marit Raaijmakers                                         | Marjolein van 't Geloof                                   | Minke Bakker                                              |
| 2020  | Championnats annulés en raison de la pandémie de Covid-19 | Championnats annulés en raison de la pandémie de Covid-19 | Championnats annulés en raison de la pandémie de Covid-19 |
| 2021  | Tessa Dijksman                                            | Eline van Rooijen                                         | Maaike Brandwagt                                          |
| 2022  | Maike van der Duin                                        | Eline van Rooijen                                         | Tessa Dijksman                                            |
| 2023  | Juliet Eickhof                                            | Maaike Brandwagt                                          | Marjolein van 't Geloof                                   |
| 2024  | Eline van Rooijen                                         | Juliet Eickhof                                            | Maaike Brandwagt                                          |

### Élimination
| Année | Vainqueur         | Deuxième          | Troisième               |
| ----- | ----------------- | ----------------- | ----------------------- |
| 2021  | Marit Raaijmakers | Daniek Hengeveld  | Amber van der Hulst     |
| 2022  | Lorena Wiebes     | Nina Kessler      | Marjolein van 't Geloof |
| 2023  | Lorena Wiebes     | Marit Raaijmakers | Juliet Eickhof          |
| 2024  | Marit Raaijmakers | Lorena Wiebes     | Maike van der Duin      |

### Keirin
| Année | Vainqueur                                                 | Deuxième                                                  | Troisième                                                 |
| ----- | --------------------------------------------------------- | --------------------------------------------------------- | --------------------------------------------------------- |
| 2003  | Yvonne Hijgenaar                                          | Bertine Spijkerman                                        | Kristy Miggels                                            |
| 2004  | Yvonne Hijgenaar                                          | Kristy Miggels                                            | Willy Kanis                                               |
| 2005  | Yvonne Hijgenaar                                          | Kristy Miggels                                            | Cindy Groen                                               |
| 2006  | Willy Kanis                                               | Nina Kessler                                              | Yvonne Baltus                                             |
| 2007  | Willy Kanis                                               | Yvonne Hijgenaar                                          | Nina Kessler                                              |
| 2008  | Willy Kanis                                               | Nina Kessler                                              | Anneloes Stoelwinder                                      |
| 2009  | Willy Kanis                                               | Agnes Ronner                                              | Yvonne Hijgenaar                                          |
| 2010  | Willy Kanis                                               | Yvonne Hijgenaar                                          | Nina Kessler                                              |
| 2011  | Willy Kanis                                               | Yvonne Hijgenaar                                          | Shanne Braspennincx                                       |
| 2012  | Elis Ligtlee                                              | Yvonne Hijgenaar                                          | Shanne Braspennincx                                       |
| 2013  | Shanne Braspennincx                                       | Elis Ligtlee                                              | Melanie Klement                                           |
| 2014  | Elis Ligtlee                                              | Shanne Braspennincx                                       | Yesna Rijkhoff                                            |
| 2015  | Laurine van Riessen                                       | Elis Ligtlee                                              | Haliegh Dolman                                            |
| 2016  | Hetty van de Wouw                                         | Kyra Lamberink                                            | Laurine van Riessen                                       |
| 2017  | Laurine van Riessen                                       | Steffie van der Peet                                      | Hetty van de Wouw                                         |
| 2018  | Laurine van Riessen                                       | Hetty van de Wouw                                         | Steffie van der Peet                                      |
| 2019  | Shanne Braspennincx                                       | Steffie van der Peet                                      | Lorena Wiebes                                             |
| 2020  | Championnats annulés en raison de la pandémie de Covid-19 | Championnats annulés en raison de la pandémie de Covid-19 | Championnats annulés en raison de la pandémie de Covid-19 |
| 2021  | Laurine van Riessen                                       | Hetty van de Wouw                                         | Lonneke Geraerts                                          |
| 2022  | Steffie van der Peet                                      | Ruby Huisman                                              | Lonneke Geraerts                                          |
| 2023  | Lonneke Geraerts                                          | Kimberly Kalee                                            | Ruby Huisman                                              |
| 2024  | Steffie van der Peet                                      | Lonneke Geraerts                                          | Kimberly Kalee                                            |

### Omnium
| Année      | Vainqueur                                                 | Deuxième                                                  | Troisième                                                 |
| ---------- | --------------------------------------------------------- | --------------------------------------------------------- | --------------------------------------------------------- |
| 1976       | Marijke Lagerlöf                                          | Anne Riemersma                                            | Tineke Fopma                                              |
| 1977       | Anne Riemersma                                            | Keetie van Oosten-Hage                                    | Els Koolloos                                              |
| 1979       | Keetie van Oosten-Hage                                    | Anne Riemersma                                            | Petra de Bruin                                            |
| 1981       | Sandra Rolfing-de Neef                                    | Petra de Bruin                                            | Mieke Havik                                               |
| 1982       | Mieke Havik                                               | Connie Meijer                                             | Petra de Bruin                                            |
| 1983       | Mieke Havik                                               | Connie Meijer                                             | Wendy Lisser                                              |
| 1988       | Petra de Bruin                                            | Monique de Bruin                                          | Linda van de Berg                                         |
| 1989       | Esther van Verseveld                                      | Petra de Bruin                                            | Linda van de Berg                                         |
| 2010       | Vera Koedooder                                            | Ellen van Dijk                                            | Yvonne Hijgenaar                                          |
| 2011       | Marie-Louise Konkelaar                                    | Laura van der Kamp                                        | Birgitta Roos                                             |
| 2012       | Kirsten Wild                                              | Amy Pieters                                               | Laura van der Kamp                                        |
| 2013-1     | Winanda Spoor                                             | Bianca Lust                                               | Haliegh Dolman                                            |
| 2013-2     | Kirsten Wild                                              | Winanda Spoor                                             | Kelly Markus                                              |
| 2014       | Kirsten Wild                                              | Nina Kessler                                              | Winanda Spoor                                             |
| 2015       | Judith Bloem                                              | Marjolein van 't Geloof                                   | Kelly Markus                                              |
| 2016       | Nina Kessler                                              | Kelly Markus                                              | Vera Koedooder                                            |
| 2017       | Kirsten Wild                                              | Amy Pieters                                               | Nina Kessler                                              |
| 2018       | Kirstie van Haaften                                       | Lorena Wiebes                                             | Amber van der Hulst                                       |
| 2019       | Kirsten Wild                                              | Amy Pieters                                               | Nina Kessler                                              |
| 2020       | Championnats annulés en raison de la pandémie de Covid-19 | Championnats annulés en raison de la pandémie de Covid-19 | Championnats annulés en raison de la pandémie de Covid-19 |
| 2022 (fév) | Mylène de Zoete                                           | Marit Raaijmakers                                         | Juliet Eickhof                                            |
| 2022 (déc) | Lorena Wiebes                                             | Mylène de Zoete                                           | Tessa Dijksman                                            |
| 2023       | Juliet Eickhof                                            | Nienke Veenhoven                                          | Lisa van Belle                                            |
| 2024       | Lorena Wiebes                                             | Marit Raaijmakers                                         | Lonneke Uneken                                            |

### Poursuite
| Année | Vainqueur                                                 | Deuxième                                                  | Troisième                                                 |
| ----- | --------------------------------------------------------- | --------------------------------------------------------- | --------------------------------------------------------- |
| 1966  | Keetie van Oosten-Hage                                    |                                                           |                                                           |
| 1967  | Keetie van Oosten-Hage                                    |                                                           |                                                           |
| 1968  | Keetie van Oosten-Hage                                    | Janny Smulders-Jonkers                                    |                                                           |
| 1969  | Keetie van Oosten-Hage                                    | Nelleke van Dijk                                          | Elly Helder                                               |
| 1970  | Keetie van Oosten-Hage                                    | Bella van der Spiegel-Hage                                | Truus Smulders                                            |
| 1971  | Keetie van Oosten-Hage                                    | Willy Kwantes                                             | Gré Knetemann-Donker                                      |
| 1972  | Keetie van Oosten-Hage                                    | Willy Kwantes                                             | Minnie Brinkhof                                           |
| 1973  | Keetie van Oosten-Hage                                    | Willy Kwantes                                             | Minnie Brinkhof                                           |
| 1974  | Keetie van Oosten-Hage                                    | Willy Kwantes                                             | Minnie Brinkhof                                           |
| 1975  | Keetie van Oosten-Hage                                    | Anne Riemersma                                            | Tineke Fopma                                              |
| 1976  | Keetie van Oosten-Hage                                    | Anne Riemersma                                            | Corry Fridsma                                             |
| 1977  | Keetie van Oosten-Hage                                    | Anne Riemersma                                            | Willy Kwantes                                             |
| 1978  | Anne Riemersma                                            | Keetie van Oosten-Hage                                    | Petra de Bruin                                            |
| 1985  | Petra de Bruin                                            | Monique Kaufmann                                          | Linda van de Berg                                         |
| 1986  | Linda van de Berg                                         | Petra de Bruin                                            | Monique Kaufmann                                          |
| 1987  | Petra de Bruin                                            | Linda van de Berg                                         | Gré Tijmes                                                |
| 1989  | Petra de Bruin                                            | Esther van Verseveld                                      | Linda van de Berg                                         |
| 1991  | Leontien Zijlaard-van Moorsel                             | Ingrid Haringa                                            | Monique Knol                                              |
| 1992  | Leontien Zijlaard-van Moorsel                             | Ingrid Haringa                                            | Petra Grimbergen                                          |
| 1993  | Maria Jongeling                                           | Ingrid Haringa                                            | Petra Grimbergen                                          |
| 1994  | Maria Jongeling                                           | Natascha den Ouden                                        | Saskia van de Maat                                        |
| 1995  | Maria Jongeling                                           | Jet Jongeling                                             | Mariëlle van Scheppingen                                  |
| 1996  | Ingrid Haringa                                            | Jet Jongeling                                             | Mariëlle van Scheppingen                                  |
| 1997  | Leontien Zijlaard-van Moorsel                             | Karin Leine                                               | Anouska van der Zee                                       |
| 1998  | Leontien Zijlaard-van Moorsel                             | Anouska van der Zee                                       | Mariëlle van Scheppingen                                  |
| 1999  | Leontien Zijlaard-van Moorsel                             | Anouska van der Zee                                       | Marije Gemser                                             |
| 2000  | Leontien Zijlaard-van Moorsel                             | Anouska van der Zee                                       | Debby Mansveld                                            |
| 2001  | Leontien Zijlaard-van Moorsel                             | Mariëlle van Scheppingen                                  | Anouska van der Zee                                       |
| 2002  | Leontien Zijlaard-van Moorsel                             | Anouska van der Zee                                       | Vera Koedooder                                            |
| 2003  | Adrie Visser                                              | Vera Koedooder                                            | Loes Gunnewijk                                            |
| 2004  | Adrie Visser                                              | Marlijn Binnendijk                                        | Vera Koedooder                                            |
| 2005  | Adrie Visser                                              | Marlijn Binnendijk                                        | Roxane Knetemann                                          |
| 2006  | Vera Koedooder                                            | Marlijn Binnendijk                                        | Ellen van Dijk                                            |
| 2007  | Ellen van Dijk                                            | Marianne Vos                                              | Kirsten Wild                                              |
| 2008  | Ellen van Dijk                                            | Kirsten Wild                                              | Vera Koedooder                                            |
| 2009  | Kirsten Wild                                              | Vera Koedooder                                            | Amy Pieters                                               |
| 2010  | Ellen van Dijk                                            | Kirsten Wild                                              | Vera Koedooder                                            |
| 2011  | Ellen van Dijk                                            | Kirsten Wild                                              | Amy Pieters                                               |
| 2012  | Kirsten Wild                                              | Amy Pieters                                               | Laura van der Kamp                                        |
| 2013  | Kirsten Wild                                              | Amy Pieters                                               | Winanda Spoor                                             |
| 2014  | Kirsten Wild                                              | Amy Pieters                                               | Winanda Spoor                                             |
| 2015  | Kirsten Wild                                              | Amy Pieters                                               | Judith Bloem                                              |
| 2016  | Kirsten Wild                                              | Marjolein van 't Geloof                                   | Michelle de Graaf                                         |
| 2017  | Amy Pieters                                               | Loes Adegeest                                             | Michelle de Graaf                                         |
| 2018  | Amy Pieters                                               | Loes Adegeest                                             | Marjolein van 't Geloof                                   |
| 2019  | Amy Pieters                                               | Juliet Eickhof                                            | Michelle de Graaf                                         |
| 2020  | Championnats annulés en raison de la pandémie de Covid-19 | Championnats annulés en raison de la pandémie de Covid-19 | Championnats annulés en raison de la pandémie de Covid-19 |
| 2021  | Daniek Hengeveld                                          | Juliet Eickhof                                            | Tessa Dijksman                                            |
| 2022  | Marit Raaijmakers                                         | Lisa van Belle                                            | Tessa Dijksman                                            |
| 2023  | Mischa Bredewold                                          | Maria Apolonia van 't Geloof                              | Juliet Eickhof                                            |
| 2024  | Mischa Bredewold                                          | Lisa van Belle                                            | Juliet Eickhof                                            |

### Poursuite par équipes
| Année | Vainqueur                                                                         | Deuxième                                                                                       | Troisième                                                                 |
| ----- | --------------------------------------------------------------------------------- | ---------------------------------------------------------------------------------------------- | ------------------------------------------------------------------------- |
| 2015  | Kelly Markus Winanda Spoor Amy Pieters Vera Koedooder                             | Marjolein van 't Geloof Judith Bloem Merel Hofman Nina Kessler                                 | Bente van Teeseling Amber van der Hulst Mylène de Zoete Marit Raaijmakers |
| 2016  | Kelly Markus Winanda Spoor Nina Kessler Vera Koedooder                            | Lily Schuitemaker Amber van der Hulst Mylène de Zoete Bente van Teeseling                      | Melanie Klement Michelle de Graaf Judith Bloem Nadia Stappenbelt          |
| 2017  | Marjolein van 't Geloof Maaike Brandwagt Tessa Dijksman Phaedra Krol              | Juliet Eickhof Judith Bloem Melanie Klement Michelle de Graaf                                  | Joan de Bruyn Sanne de Jonge Maike van der Duin Tamara de Graaf           |
| 2018  | Mylène de Zoete Bente van Teeseling Kirstie van Haaften Amber van der Hulst       | Kelly Markus Amy Pieters Riejanne Markus Winanda Spoor                                         | Phaedra Krol Marjolein van 't Geloof Maaike Brandwagt Tessa Dijksman      |
| 2019  | Mylène de Zoete Bente van Teeseling Kirstie van Haaften Amber van der Hulst       | Maaike Brandwagt Tessa Dijksman Michelle de Graaf Daniek Hengeveld                             | Eva Bijwaard Maike van der Duin Melanie Klement Phaedra Krol              |
| 2020  | Championnats annulés en raison de la pandémie de Covid-19                         | Championnats annulés en raison de la pandémie de Covid-19                                      | Championnats annulés en raison de la pandémie de Covid-19                 |
| 2021  | Championnats annulés en raison d'un manque d'intérêt                              | Championnats annulés en raison d'un manque d'intérêt                                           | Championnats annulés en raison d'un manque d'intérêt                      |
| 2022  | Lorena Wiebes Marit Raaijmakers Nina Kessler Babette van der Wolf Mylène de Zoete | Marjolein van 't Geloof Daniek Hengeveld Lonneke Uneken Kirstie van Haaften Yuli van der Molen |                                                                           |
| 2023  | Championnats annulés en raison d'un manque d'intérêt                              | Championnats annulés en raison d'un manque d'intérêt                                           | Championnats annulés en raison d'un manque d'intérêt                      |
| 2024  | Championnats annulés en raison d'un manque d'intérêt                              | Championnats annulés en raison d'un manque d'intérêt                                           | Championnats annulés en raison d'un manque d'intérêt                      |

### Scratch
| Année | Vainqueur                                                 | Deuxième                                                  | Troisième                                                 |
| ----- | --------------------------------------------------------- | --------------------------------------------------------- | --------------------------------------------------------- |
| 2003  | Adrie Visser                                              | Kristy Miggels                                            | Vera Koedooder                                            |
| 2004  | Adrie Visser                                              | Kristy Miggels                                            | Vera Koedooder                                            |
| 2005  | Adrie Visser                                              | Marlijn Binnendijk                                        | Roxane Knetemann                                          |
| 2006  | Adrie Visser                                              | Suzanne van Veen                                          | Marlijn Binnendijk                                        |
| 2007  | Marianne Vos                                              | Ellen van Dijk                                            | Elise van Hage                                            |
| 2008  | Kirsten Wild                                              | Adrie Visser                                              | Elise van Hage                                            |
| 2009  | Natalie van Gogh                                          | Eva Heijmans                                              | Adriene Snijder                                           |
| 2010  | Winanda Spoor                                             | Roxane Knetemann                                          | Ellen van Dijk                                            |
| 2011  | Kirsten Wild                                              | Natalie van Gogh                                          | Roxane Knetemann                                          |
| 2012  | Kirsten Wild                                              | Kelly Markus                                              | Amy Pieters                                               |
| 2013  | Kirsten Wild                                              | Amy Pieters                                               | Roxane Knetemann                                          |
| 2014  | Winanda Spoor                                             | Kirsten Wild                                              | Kelly Markus                                              |
| 2015  | Amy Pieters                                               | Kirsten Wild                                              | Kelly Markus                                              |
| 2016  | Kirsten Wild                                              | Marjolein van 't Geloof                                   | Nina Kessler                                              |
| 2017  | Kirsten Wild                                              | Marjolein van 't Geloof                                   | Lorena Wiebes                                             |
| 2018  | Kirsten Wild                                              | Amy Pieters                                               | Lorena Wiebes                                             |
| 2019  | Lorena Wiebes                                             | Nina Kessler                                              | Maike van der Duin                                        |
| 2020  | Championnats annulés en raison de la pandémie de Covid-19 | Championnats annulés en raison de la pandémie de Covid-19 | Championnats annulés en raison de la pandémie de Covid-19 |
| 2021  | Amber van der Hulst                                       | Marit Raaijmakers                                         | Marjolein van 't Geloof                                   |
| 2022  | Lorena Wiebes                                             | Marjolein van 't Geloof                                   | Nina Kessler                                              |
| 2023  | Lorena Wiebes                                             | Nienke Veenhoven                                          | Marjolein van 't Geloof                                   |
| 2024  | Lorena Wiebes                                             | Lonneke Uneken                                            | Lisa van Belle                                            |

### Vitesse
| Année | Vainqueur                                                 | Deuxième                                                  | Troisième                                                 |
| ----- | --------------------------------------------------------- | --------------------------------------------------------- | --------------------------------------------------------- |
| 1969  | Anneke Lute                                               | Elly Helder                                               | Janny Smulders-Jonkers                                    |
| 1970  | Eef Helder                                                | Truus van der Plaat                                       | Anneke Lute                                               |
| 1971  | Anneke Lute                                               | Truus van der Plaat                                       | Willy Kwantes                                             |
| 1972  | Minnie Brinkhof                                           | Anneke Lute                                               | Willy Kwantes                                             |
| 1973  | Willy Kwantes                                             | Minnie Brinkhof                                           | Gré Knetemann-Donker                                      |
| 1974  | Minnie Brinkhof                                           | Truus van der Plaat                                       | Bertie Smit                                               |
| 1975  | Marijke Lagerlöf                                          | Truus van der Plaat                                       | Anne Riemersma                                            |
| 1976  | Marijke Lagerlöf                                          | Gré Knetemann-Donker                                      | Nita van Vliet                                            |
| 1977  | Marijke Lagerlöf                                          | Truus van der Plaat                                       | Anne Riemersma                                            |
| 1978  | Truus van der Plaat                                       | Anne Riemersma                                            | Petra de Bruin                                            |
| 1979  | Marijke Lagerlöf                                          | Truus van der Plaat                                       | Petra de Bruin                                            |
| 1980  | Sandra Rolfing-de Neef                                    | Truus van der Plaat                                       | Mieke Havik                                               |
| 1981  | Erica Oomen                                               | Sandra Rolfing-de Neef                                    | Wil Bezemer-Buitelaar                                     |
| 1982  | Erica Oomen                                               | Connie Meijer                                             | Mieke Havik                                               |
| 1983  | Sandra Rolfing-de Neef                                    | Mieke Havik                                               | Erica Oomen                                               |
| 1984  | Mieke Havik                                               | Rita Timpers                                              | Brigitte Jekel                                            |
| 1985  | Henriette Vos                                             | Rita Timpers                                              | Natasha Faas                                              |
| 1986  | Monique Knol                                              | Cyntha Lutke Schipholt                                    | Mieke Havik                                               |
| 1987  | Gre Tijmes                                                | Monique Knol                                              | Cyntha Lutke Schipholt                                    |
| 1989  | Cora de Vries                                             | Esther van Verseveld                                      | Gre Tijmes                                                |
| 1990  | Petra Grimbergen                                          |                                                           |                                                           |
| 1991  | Ingrid Haringa                                            | Francis Moraal                                            | Cora de Vries                                             |
| 1992  | Ingrid Haringa                                            | Francis Moraal                                            | Babs Bijlsma                                              |
| 1993  | Ingrid Haringa                                            | Maria Jongeling                                           | Debby Mansveld                                            |
| 1994  | Ingrid Haringa                                            | Henriette Vos                                             | Bea den Bakker                                            |
| 1995  | Ingrid Haringa                                            | Natasja Lieftink                                          | Ellen de Weert                                            |
| 1996  | Ingrid Haringa                                            | Debby Mansveld                                            | Sissy van Alebeek                                         |
| 1997  | Ingrid Haringa                                            | Sissy van Alebeek                                         | Jose Laan                                                 |
| 1998  | Mirella van Melis                                         | Elke Zijlstra                                             | Jose Laan                                                 |
| 1999  | Mirella van Melis                                         | Jose Laan                                                 | Kristy Miggels                                            |
| 2000  | Sonja van Kuik-Pfister                                    | Sissy van Alebeek                                         | Ellen de Weert                                            |
| 2001  | Ingrid Haringa                                            | Yvonne Hijgenaar                                          | Mirella van Melis                                         |
| 2002  | Yvonne Hijgenaar                                          | Vera Koedooder                                            | Sabrina Raaijmakers                                       |
| 2003  | Yvonne Hijgenaar                                          | Willy Kanis                                               | Bertine Spijkerman                                        |
| 2004  | Yvonne Hijgenaar                                          | Willy Kanis                                               | Cindy Groen                                               |
| 2005  | Yvonne Hijgenaar                                          | Willy Kanis                                               | Cindy Groen                                               |
| 2006  | Willy Kanis                                               | Sigrid Jochems                                            | Yvonne Baltus                                             |
| 2007  | Willy Kanis                                               | Yvonne Hijgenaar                                          | Anneloes Stoelwinder                                      |
| 2008  | Willy Kanis                                               | Agnes Ronner                                              | Lieke Klaus                                               |
| 2009  | Willy Kanis                                               | Yvonne Hijgenaar                                          | Agnes Ronner                                              |
| 2010  | Willy Kanis                                               | Yvonne Hijgenaar                                          | Lieke Klaus                                               |
| 2011  | Yvonne Hijgenaar                                          | Willy Kanis                                               | Shanne Braspennincx                                       |
| 2012  | Yvonne Hijgenaar                                          | Elis Ligtlee                                              | Yesna Rijkhoff                                            |
| 2013  | Elis Ligtlee                                              | Yesna Rijkhoff                                            | Shanne Braspennincx                                       |
| 2014  | Elis Ligtlee                                              | Yesna Rijkhoff                                            | Shanne Braspennincx                                       |
| 2015  | Laurine van Riessen                                       | Elis Ligtlee                                              | Kyra Lamberink                                            |
| 2016  | Laurine van Riessen                                       | Shanne Braspennincx                                       | Hetty van de Wouw                                         |
| 2017  | Laurine van Riessen                                       | Elis Ligtlee                                              | Shanne Braspennincx                                       |
| 2018  | Laurine van Riessen                                       | Kyra Lamberink                                            | Steffie van der Peet                                      |
| 2019  | Laurine van Riessen                                       | Shanne Braspennincx                                       | Steffie van der Peet                                      |
| 2020  | Championnats annulés en raison de la pandémie de Covid-19 | Championnats annulés en raison de la pandémie de Covid-19 | Championnats annulés en raison de la pandémie de Covid-19 |
| 2021  | Laurine van Riessen                                       | Steffie van der Peet                                      | Hetty van de Wouw                                         |
| 2022  | Steffie van der Peet                                      | Kimberly Kalee                                            | Ruby Huisman                                              |
| 2023  | Kimberly Kalee                                            | Lonneke Geraerts                                          | Caroline Groot                                            |
| 2024  | Steffie van der Peet                                      | Kimberly Kalee                                            | Lonneke Geraerts                                          |

### Vitesse par équipes
| Année | Vainqueur                                                 | Deuxième                                                   | Troisième                                                   |
| ----- | --------------------------------------------------------- | ---------------------------------------------------------- | ----------------------------------------------------------- |
| 2015  | Elis Ligtlee Hetty van de Wouw                            | Janne Tiktak Laurine van Riessen                           | Kyra Lamberink Mirthe Lamberink                             |
| 2016  | Shanne Braspennincx Kyra Lamberink                        | Steffie van der Peet Hetty van de Wouw                     | Wietske Bloemhof Haliegh Dolman                             |
| 2017  | Kyra Lamberink Elis Ligtlee                               | Hetty van de Wouw Steffie van der Peet                     | Laurine van Riessen Imke Brommer                            |
| 2018  | Hetty van de Wouw Kyra Lamberink                          | Laurine van Riessen Elis Ligtlee                           | Steffie van der Peet Shanne Braspennincx                    |
| 2019  | Lonneke Geraerts Kimberly Kalee                           | Aniek van den Aarsen Maud Adriaansen                       | Tanja van der Drift Eden Hoogschagen                        |
| 2020  | Championnats annulés en raison de la pandémie de Covid-19 | Championnats annulés en raison de la pandémie de Covid-19  | Championnats annulés en raison de la pandémie de Covid-19   |
| 2021  | Kyra Lamberink Steffie van der Peet Hetty van de Wouw     | Kimberly Kalee Merle van Benthem Lonneke Geraerts          | Caroline Groot Ruby Huisman Juliet Eickhof                  |
| 2022  | Kyra Lamberink Kimberly Kalee Ruby Huisman                | Merle van Benthem Lonneke Geraerts Caroline Groot          | Lorena Wiebes Femke Markus Marit Raaijmakers                |
| 2023  | Lonneke Geraerts Caroline Groot Renske van Santvoort      | Carolien van Herrikhuyzen Yiran van 't Oosten Jade Wuurman | Mirthe Boneschansker Jasmijn van Hellemondt Indy van Velzen |
| 2024  | Lonneke Geraerts Judy Baauw Anne Bos                      | Carolien van Herrikhuyzen Yiran van 't Oosten Phaedra Krol | Mirthe Boneschansker Esmee Blok Britt Jeucken               |

## Sources
- (nl) Palmarès masculin sur cyclebase.nl
- (nl) Palmarès féminin sur cyclebase.nl
- (nl) Nkbaanwielrennen.nl
- Siteducyclisme.net